# 1234 dans les croisades
Cette page regroupe les évènements concernant les Croisades qui sont survenus en 1234 :
- Mariage de Marie de Brienne et de Baudouin II de Courtenay, dernier empereur latin de Constantinople[1],[2]

- 19 janvier: réunion à Nicée d’un synode œcuménique pour débattre du pain azyme et du filioque[3].